# La Serra (Castellar del Vallès)
La Serra és una obra de Castellar del Vallès (Vallès Occidental) inclosa a l'Inventari del Patrimoni Arquitectònic de Catalunya.

## Descripció
Edificació de tipus industrial en la que es troba una serradora. La formen la nau i un clos que tanca el conjunt. El perímetre del clos consta d'una coberta per tal d'emmagatzemar els troncs. A la nau s'han utilitzat com a materials constructius còdols i morter, i com a material ornamental, el maó vist. L'entrada principal es troba a l'interior del clos i és també la part que ha sofert més transformacions amb alguna finestra tapiada. Al centre de la façana hi ha una porta amb arc el·líptic, amb el brancal i la llinda decorats amb maó vist. La façana que dona al carrer presenta una distribució simètrica en la que es va repetint el mateix esquema: finestra central de més amplada i dues de laterals, el brancal decorat amb maó vist s'allarga no coincidint amb la llum real de les finestres.